# Robert Faber (Verleger, 1869)

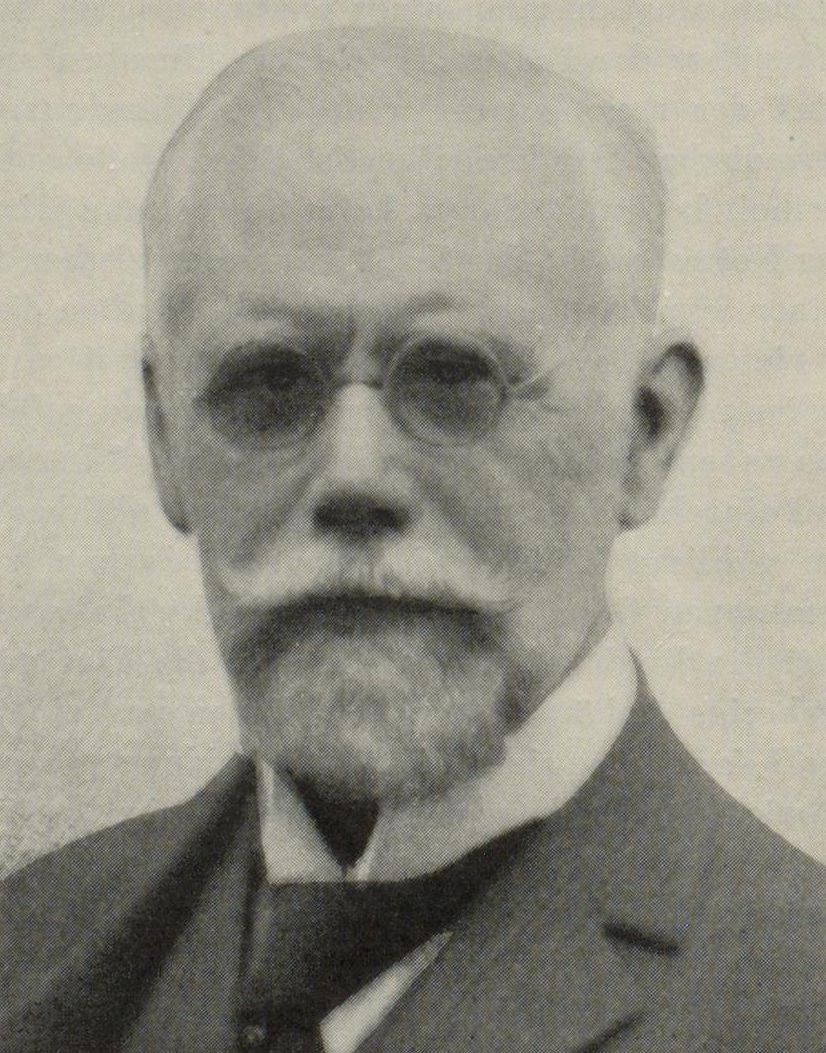
Robert Faber

Friedrich Gustav Robert Faber (* 12. April 1869 in Magdeburg; † 18. Oktober 1924 ebenda) war ein deutscher Verleger.  

## Leben
Der Sohn des Verlegers und Druckereibesitzers Alexander Faber besuchte das Magdeburger Domgymnasium sowie das Ludwig-Georgs-Gymnasium in Darmstadt und studierte anschließend Rechts- und Staatswissenschaften in Freiburg, Bonn und Köln. Während seines Studiums wurde er im Wintersemester 1890/91 Mitglied der Bonner Burschenschaft Frankonia. 1893 erlangte er in Leipzig den juristischen Doktortitel und trat nach einem längeren England-Aufenthalt 1894 ins väterliche Geschäft ein. Zwei Jahre später erhielt er Prokura, 1902 übernahm er die Leitung der Magdeburgischen Zeitung und nach dem Tod des Vaters 1908 auch die des traditionsreichen Buchverlages.  
Von 1911 bis 1921 war Faber außerdem Vorsitzender des Vereins Deutscher Zeitungsverleger (VDZV), einem Vorläufer des heutigen Bundesverbands Deutscher Zeitungsverleger.